# Wozu sind Kriege da?
Wozu sind Kriege da? ist ein von Udo Lindenberg geschriebener Rocksong. Die Ballade ist ein Duett mit dem zehnjährigen Pascal Kravetz. Sie wurde im Oktober 1981 als Single veröffentlicht und erschien auch auf Lindenbergs Live-Album Intensivstationen. 
Der Liedtext fragt aus der Perspektive eines Kindes nach der Notwendigkeit von Kriegen. Mit dem Lied wollte Lindenberg einen Beitrag zur Friedensbewegung gegen den NATO-Doppelbeschluss leisten, die vor dem Hintergrund des Kalten Krieges entstand.

## Beschreibung
Das Lied besteht aus drei Hauptstrophen, die alle mit einer Frage enden, und einer kurzen Schlussstrophe. Udo Lindenberg hat für das Lied eine naiv-kindliche Ausdrucksform gewählt. 
Die erste Strophe, von Pascal Kravetz allein gesungen, beginnt mit der Aussage „Keiner will sterben, das ist doch klar!“ und der Frage „Wozu sind denn dann Kriege da?“, nach der sich der Sänger an einen nicht näher benannten Präsidenten richtet und ihn um Erklärung der Notwendigkeit von Kriegen bittet, etwa indem er anprangert, dass keine Mutter ihr Kind und keine Frau ihren Mann verlieren wolle. Die Strophe endet mit dem Titel des Liedes.
Die zweite Strophe singt Kravetz zunächst ebenfalls allein und ab der Strophenmitte zusammen mit Udo Lindenberg. Sie prangert unter anderem die Stationierung von mit Atomsprengköpfen bestückten Interkontinentalraketen an („ich fürchte mich in diesem Atomraketenwald“). Zum Schluss der Strophe bringen die Sänger ihren Unmut über die Situation zum Ausdruck, und zwar, indem sie fragen: „Ich find das so bekloppt, warum muss das so sein?“
Die dritte Strophe singt Lindenberg allein und thematisiert Macht („Viel Geld für die wenigen Bonzen, die Panzer und Raketen bauen“) und Religion („oder geht's da nebenbei auch um so religiösen Zwist“) als mögliche Ursachen für Kriege. Die vierte und letzte Strophe singen Lindenberg und Kravetz zunächst zusammen, bevor Kravetz, allein singend, zu dem Schluss kommt: „Ich bin wohl noch zu klein. Ich bin ja noch ein Kind.“

## Rezeption
Der Münchener Journalist und Autor Jost Kaiser (* 1969) bezeichnete 2011 in einem Artikel im Magazin The European die erste Strophe von Wozu sind Kriege da? größtenteils als „Anti-Kriegs-Schnulze“ und als Beispiel für „Babysprache“ im Rahmen von deutschem Anti-Amerikanismus in der Popkultur.
Auch der Greifswalder Theologe und Journalist Raimund Nitzsche alias „Nathan Nörgel“ befand 2012 das Stück als „eigentlich eine fast unerträgliche Schnulze. (…) Doch in der Zeit der Friedensbewegung konnte man selbst in der DDR dieses Lied gut finden. Es war besser und gefühlvoller als die von Partei und FDJ geförderten Friedenslieder der DDR-Bands.“ Die Frankfurter Musikjournalistin Christina Mohr (* 1968) nannte den Song einen „unverzeihlichen Fehler“ Lindenbergs und eine „schmalzige Kitschballade“.

### Coverversionen
Das Lied wurde vor allem im Kontext anderer Kriegshandlungen von weiteren Künstlern gecovert. Joan Baez sang das Lied 1983 im Rahmen ihrer Europatour und Udo Lindenberg 1985 zusammen mit Alla Pugatschowa für Radio Eriwahn. Er veröffentlichte zudem eine Aufnahme von Joan Baez auf seinem Album Damenwahl. Bei seinem Live-Konzert MTV Unplugged – Live aus dem Hotel Atlantic spielte er es zudem mit dem Streichorchester Coole Elbstreicher und dem 10-jährigen Schlagzeuger Juri Voutta.
Angelika Sacher und Klaus Bergmaier veröffentlichten eine Aufnahme des Liedes auf ihrem Album Mehr als nur ein bisschen Frieden. Im Kontext des Russischen Überfalls auf die Ukraine 2022 coverten die Band Heldmaschine zusammen mit Der Schulz das Lied, und die Band Randale nahm das Stück mit mehreren Kinderliederinterpreten wie Volker Rosin und 3Berlin als Projekt F.R.I.E.D.E.N 22 auf.